# چارلز اینسلی
چارلز اینسلی (انگلیسی: Charles Inslee؛ ۱۸۷۰ – سپتامبر ۱۹۲۲) بازیگر اهل ایالات متحده آمریکا بود.

## گزیدهٔ فیلم‌شناسی
- سلام دردسر
- شغل پرماجرای میبل
- تنها پدرش
- رام کردن زن سرکش
- عشق بی دردسر
- همهمه‌ای از ژرفنا
- هنگامی که رؤیاها به حقیقت می‌پیوندند
- شبی در نمایش
- امرار معاش
- بانک
- شغل جدیدش
- شغل
- یک زن
- آوای وحش
- حکمران و پیروانش
- فریب
- دِین خود را ادا کن
- قهرمان جدید میبل